# Lizeray
Lizeray – miejscowość i gmina we Francji, w Regionie Centralnym, w departamencie Indre.
Według danych na rok 1990 gminę zamieszkiwały 102 osoby, a gęstość zaludnienia wynosiła 3 osoby/km² (wśród 1842 gmin Regionu Centralnego Lizeray plasuje się na 1030. miejscu pod względem liczby ludności, natomiast pod względem powierzchni na miejscu 264.).